# Vector (fizică și matematică)
În matematică și fizică, un vector este un concept și un element al unui spațiu vectorial. 

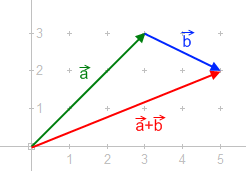
Adunarea planară a doi vectori

Pentru cazurile diferite ale diferitelor spații vectoriale, vectorii au primit nume specifice, care se regăsesc în acest articol.
Un vector este o mărime matematică definită printr-o valoare numerică, o direcție și un punct de aplicație. Este  reprezentat grafic printr-un segment de dreaptă orientat. În fizică valoarea numerică este asociată cu o unitate de măsură.
De la noțiunea de „vector” derivă alte expresii, cum ar fi rază vectoare, vector unitar = versor.
Istoric, vectorii au fost introduși în geometrie și fizică (în special în mecanică) cu mult înaintea formalizării conceptului de spațiu vectorial. Astfel, noțiunea de vector este adesea folosită fără precizarea esențială de atașare a noțiunii de vector cu spațiul vectorial căruia îi aparține.
Astfel, într-un spațiu euclidian, se poate considera că noțiunea corectă este cea de vector spațial sau vector euclidian, concepte care sunt utilizate pentru reprezentarea unor mărimi care au atât valoare numerică (deci o cantitate măsurabilă) cât și o direcție (deci o orientare spațială). Alte proprietăți, precum cea de aditivitate și cea de mărime scalară (sau scalar, deci multiplicarea mărimii unui vector cu un număr real) pot fi atașate conceptului pentru crearea spațiului vectorial corespunzător.

## Vectori în geometria euclidiană
Astfel, un vector euclidian (sau spațial) este o entitate ale cărui proprietăți intrinseci sunt mărimea (lungimea segmentului liniar (A, B)) și direcția (direcția de la A la B). În fizică, vectorii euclidieni sunt utilizați pentru a reprezenta mărimi fizice care au simultan  valoare numerică și orientare spațială, spre deosebire de scalari, care au doar valoare numerică, dar nu direcție în spațiu. Spre exemplificare, viteza, accelerația, impulsul și forța sunt mărimi vectoriale, reprezentate prin vectori.

## Vectori specifici într-un spațiu vectorial
- Vectorul zero — sau vectorul nul — este elementul zero aditiv din spațiu vectorial. Într-un spațiu vectorial normat, este unicul vector de normă zero (deci, într-un spațiu euclidian, unicul vector de lungime zero). În anumite contexte, termenul „vector nul” poate avea o semnificație diferite (a se vedea mai jos).
- Un vector de bază este un element al unei anumite baze date a spațiului vectorial.
- În cadrul unui spațiu vectorial normat, un versor sau vector unitate este un vector din a cărui normă este 1 (deci, în cadrul euclidian, un vector de lungime 1).
- În cadrul unui spațiu vectorial cu o formă pătratică f, un vector izotrop — uneori numit vector nul — este un vector v ≠ 0 pentru care f(v) = 0. Dacă o formă pătratică are un vector izotrop, este numită izotropă.

## Vectori în algebre diferite
Fiecare caz al unei algebre peste un corp reprezintă un spațiu vectorial, dar elementele unei algebre nu sunt numiți, în general, vectori. Doar în anumite cazuri, sunt numite vectori, mai ales din motive istorice.
- Vector cuaternion, un cuaternion cu o parte reală zero
- Multivector ori p-vector, un element al Algebrei Grassmann (sau algebră exterioară) a unui spațiu vectorial
- Spinori, numiți și vectori spin au fost introduși odată cu extinderea noțiunii de vector de rotație. De fapt, vectorii de rotație reprezintă corect rotații locale, dar nu globale, deoarece o buclă închisă în spațiul vectorilor de rotație poate induce o curbă în spațiul de rotație care nu este o buclă. De asemenea, vectorii de rotație a unei varietăți geometrice sunt orientable, în timp ce varietatea rotațiilor nu este. Spinoarele sunt elemente ale unui subspațiu vector al unei algebre Clifford.
- Vector Witt, este o secvență infinită de elemente ale unui inel comutativ, care aparține unei algebre peste un inel, fiind introdus pentru manipulare de operația de adunare din aritmetică care produce sume cu un ordin de mărime mai mare, în operațiunile pe numere p-adic.